# Universo di Dune

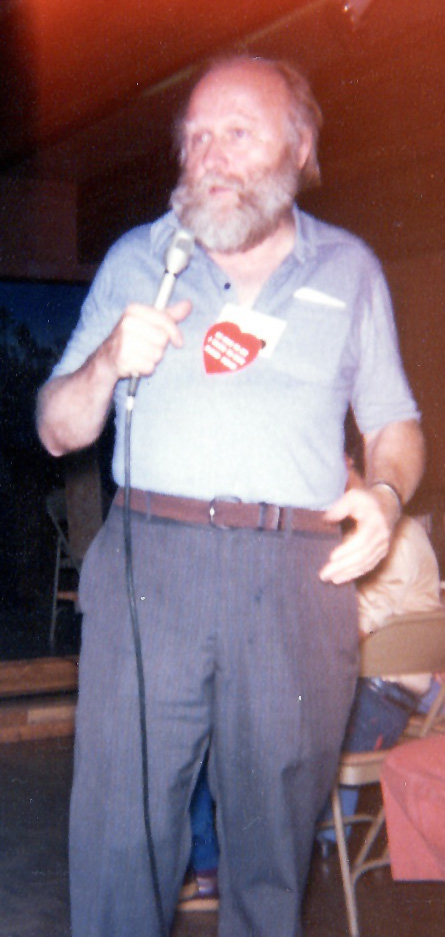
Frank Herbert, creatore dell'universo di Dune, nel 1978.

L'universo immaginario di Dune è l'ambientazione politica, fantascientifica e sociale basata sul Ciclo di Dune dello scrittore Frank Herbert. 
Il primo romanzo del 1965, Dune, è stato adattato in un film nel 1984 e in una miniserie televisiva nel 2000 (che ha avuto un seguito nel 2003), e di nuovo in un film, nel 2021. L'universo di Dune ha ispirato anche una serie di videogiochi.
Dopo la morte di Frank Herbert, il figlio Brian Herbert e lo scrittore di fantascienza Kevin J. Anderson scrissero alcuni romanzi ambientati negli anni precedenti il ciclo originario e negli anni del Jihad Butleriano, basandosi sugli appunti lasciati da Frank Herbert, scrivendo infine il seguito del ciclo, con i romanzi Hunters of Dune e Sandworms of Dune.

## Storia
Il sistema di datazione di Dune si basa su un anno standard simile all'anno della Terra e inizia la conta degli anni dalla formazione della Gilda spaziale (BG, Before Guild, cioè prima della Gilda o AG, After Guild, cioè dopo la Gilda). La nascita dell'Impero si colloca circa 14.000 anni nel nostro futuro (all'incirca nel 16.200 d.C.), dato ricavabile dal fatto che secondo The Dune Encyclopedia il primo conflitto in cui è stata usata l'energia atomica (Seconda Guerra Mondiale) è datato 14.255 BG. Gli eventi narrati in Dune avvengono quindi 24.000 anni nel futuro (26.391 d.C.) e l'intero ciclo di romanzi arriva a coprire circa 16.000 anni di narrazione discontinua.
Si riconoscono cinque periodi principali:
- il Jihad Butleriano (200 - 108 BG, narrato in Legends of Dune);
- il Trono del Leone d'oro (0 - 10.191 AG, narrato ne Il preludio a Dune);
- l'Impero Atreides (10.196 - 13.724 AG, narrato in Dune, Messia di Dune e I figli di Dune)
- il regno dell'Imperatore-Dio (narrato in L'imperatore-dio di Dune)
- il ritorno dalla Dispersione (narrato in Gli eretici di Dune, La rifondazione di Dune, I cacciatori di Dune e Sandworms of Dune)

### Età antica
L'età antica, non narrata nei romanzi, parte dalla nascita della specie umana sulla Terra fino alla scoperta del volo spaziale più veloce della luce e alla colonizzazione dei primi pianeti (2.100-2.600 d.C.). Comprende la nascita dei primi imperi interstellari, resi però instabili dalla difficoltà di comunicazione fra pianeti.

### Jihad Butleriano
Il Jihad Butleriano fu l'enorme conflitto che provocò la distruzione di tutti i computer, robot e ogni genere di macchine in grado anche solo di imitare la mente umana. In seguito alla guerra l'avversione per le macchine pensanti divenne un tabù religioso che rimase in vigore per le migliaia di anni successive e diventato parte della Bibbia Cattolica Orangista nella forma del comandamento 
Come ulteriore risultato del Jihad Butleriano vennero create molte società segrete che, tramite programmi eugenetici, rigorosi allenamenti mentali e fisici e l'uso di sostanze chimiche potevano espandere le potenzialità dell'uomo. Questo portò alla nascita, ad esempio, dei computer umani, i Mentat.

### Trono del Leone d'oro
Nei diecimila anni seguenti il Jihad Butleriano la Casa Corrino riunì la maggior parte dei mondi abitati in un impero feudale sotto il dominio dell'Imperatore Padishah, coadiuvato dal Landsraad e dalla Gilda Spaziale, quest'ultima l'unica in grado di viaggiare senza muoversi piegando il tempo e lo spazio tramite l'uso della spezia.
L'impero ha un'organizzazione di stampo feudale, il Landsraad, nella quale ogni feudo è composto da uno a più pianeti affidati in gestione ad una delle Case Maggiori. Tale sistema è l'unico che consenta il governo di un impero esteso attraverso un'intera galassia.
La stabilità politica della società è affidata alla Grande Convenzione che ratifica le leggi che regolano i rapporti fra le Case. La principale di tali leggi è il bando all'uso di armi nucleari su obiettivi umani, la cui violazione comporta l'immediata rappresaglia di tutte le forze dell'impero.
I tre principali soggetti politici garanti della Grande Convenzione sono:
- l'Impero, retto dalla Casa Corrino;
- il Landsraad;
- la Gilda spaziale.

Altre organizzazioni non direttamente coinvolte nel governo, ma comunque influenti sono:
- le Bene Gesserit;
- la CHOAM (la Combine Honnete Ober Advancer Mercantiles);
- il Bene Tleilax.

#### Il Landsraad
Il Landsraad è un'assemblea di tutti i nobili dell'Impero, nobili che quasi sempre provengono da una delle casate grandi o minori. Le Case Maggiori del Landsraad sono:
- Casa Atreides
- Casa Corrino
- Casa Ecaz
- Casa Harkonnen
- Casa Moritani
- Casa Richese
- Casa Vernius
- Casa Ordos[2].

#### La Gilda Spaziale
La Gilda Spaziale è la base della civiltà interstellare dell'universo di Dune. I suoi Navigatori, mutati dall'uso del gas di melange, hanno raggiunto una limitata prescienza e superiori abilità matematiche con cui possono navigare piegando, tramite l'Effetto Holtzman, lo spazio e il tempo e quindi viaggiare senza muoversi. Grazie ai Navigatori enormi transatlantici (in inglese Heighliner) possono trasportare le astronavi e i mercantili da un pianeta all'altro dell'Impero. La Gilda mantiene il monopolio totale del volo interstellare.

#### Bene Gesserit
Le Bene Gesserit sono una sorellanza esoterica i cui membri si sottopongono a un addestramento attraverso lunghi anni di condizionamento fisico e mentale per ottenere poteri e abilità sovrumane. Leali solo a sé stesse, per conseguire i loro obiettivi ed evitare interferenze esterne spesso si rivestono di una illusoria lealtà nei confronti di altri gruppi o individui. Le Bene Gesserit furono istituite dopo il Jihad Butleriano, come scuola di addestramento mentale e fisico per studenti di sesso femminile. Il loro fine ultimo è quello di evolvere la specie umana verso una forma superiore, attraverso una selezione genetica spregiudicata; a questo scopo ha iniziato da tempo immemorabile un piano di 'accoppiamenti programmati' per giungere allo Kwisatz Haderach.

#### I Bene Tleilax
Di stampo patriarcale i Tleilaxu, che formano i Bene Tleilax, sono manipolatori genetici e dispongono dello stesso potere di una delle case maggiori dell'Impero, controllando inoltre un indefinito numero di pianeti. Sono gelosi del loro segreti e sono conosciuti come creatori di prodotti biotecnologici come occhi, ghola e Volti danzanti.

#### I Mentat
I Mentat, o computer umani, sono esseri umani le cui potenzialità logiche e matematiche sono potenziate, e vengono usati in sostituzione dei computer. Il loro sviluppo venne reso necessario dopo il Jihad Butleriano che proibì la costruzione di macchine che imitassero la mente umana.

#### Il Melange
Ciò che tiene materialmente unito l'impero è il melange, la spezia, una droga di origine biologica reperibile solo sul desertico pianeta Arrakis, o Dune. Questa, oltre ad avere proprietà geriatriche e curative, consente ai Navigatori della Gilda Spaziale di piegare lo spazio e rendere così possibili i viaggi spaziali, necessari per il commercio e le attività politiche. La spezia è il filo conduttore di quasi tutti gli intrighi politici delle opere letterarie dell'universo di Dune.

### L'Impero Atreides
Durante gli eventi narrati in Dune Paul Atreides, consapevole di essere divenuto il tanto atteso Kwisatz Haderach, prende il controllo di Arrakis deponendo inoltre l'Imperatore Padishah Shaddam Corrino IV e diventando il governatore dell'Universo Conosciuto..
Dodici anni dopo Paul Atreides è ancora l'imperatore della galassia e governa l'universo conosciuto dalla sua capitale su Arrakis, ma la sua figura ha scatenato un pericoloso fanatismo nei suoi seguaci. Le Bene Gesserit e il Bene Tleilax, ed in particolare la Reverenda Madre Gaius Helen Mohiam, Edric, Scytale e la principessa Irulan cospirano però contro di lui. Alia, sorella di Paul, si scopre irresistibilmente attratta da Hayt/Duncan, il ghola creato dai cospiratori per minare il potere di Paul e portarlo alla rovina. La nascita dei due gemelli Leto e Ghanima porta alla morte di Chani. Rimasto cieco e senza più le visioni profetiche a supportarlo Paul decide di seguire la tradizione Fremen e di andare a morire nel deserto, conquistandosi così la fedeltà di questo popolo per i suoi figli che erediteranno il trono imperiale.
Nove anni dopo la partenza di Paul per andare nel deserto la trasformazione ecologica di Arrakis procede con regolarità e alcuni Fremen riescono persino a vivere senza tute distillanti nelle regioni meno aride. I due figli di Paul, Leto e Ghanima, due pre-nati, sono diventati coscienti prima di nascere e possiedono i ricordi di tutti i loro antenati, uno dei principali poteri delle Reverende Madri Bene Gesserit. Alla fine degli eventi narrati ne I figli di Dune Leto II, trasformatosi in un ibrido umano/verme grazie alle trote delle sabbie, diviene Imperatore e con i suoi eserciti, la preveggenza e un'infinità di memorie ancestrali, governerà il genere umano per millenni, forzandolo lungo il Sentiero Dorato.

### Il Regno dell'Imperatore-Dio
Tremilacinquecento anni dopo Leto Atreides II è signore assoluto dell'universo, quasi immortale e venerato come Imperatore-Dio, e ha ulteriormente sviluppato e affinato facoltà che erano già dei suoi antenati: scrutare nell'animo umano e cogliere l'essenza della verità degli eventi. I vermi delle sabbie sono estinti, e solo Leto II è quanto di essi rimane. Questi governa con rigida tirannia e ha eliminato ogni tentativo di controllo genetico delle Bene Gesserit, sostituito dal suo (basato sui discendenti della sorella Ghanima) fino a giungere a Siona, figlia di Moneo, non dotati di prescienza.
Dopo l'assassinio di Leto II, da lui stesso orchestrato, la ribellione al suo rigido governo e le rivolte che ne vengono generate danno vita alla Dispersione, in cui gli esseri umani riprendono ad espandersi oltre i limiti del vecchio Impero e ad allontanarsi dall'estinzione.

### Il ritorno dalla Dispersione
Nel vecchio Impero le forze sono bilanciate tra gli Ixiani, il Bene Tleilax e le Bene Gesserit. La Gilda Spaziale è stata ormai indebolita da macchine in grado di piegare lo spazio, simulando quanto facevano i Navigatori. Nel frattempo una bambina, Sheeana, scopre di poter controllare i vermi. Coloro che erano partiti durante la Dispersione stanno tornando, e con loro le Matres Onorate, una violenta società matriarcale molto simile alle Bene Gesserit. Su Rakis, il nuovo nome di Arrakis, i vermi sono tornati e con loro la spezia. Solo le Bene Gesserit comprendono il Sentiero Dorato e a loro si presenta una scelta: continuare con le loro segrete manipolazioni, distendendo con calma le tensioni e guidando il progresso umano mentre lottano per la loro sopravvivenza, oppure abbracciare il Sentiero Dorato e spingere l'umanità verso un nuovo futuro dove gli uomini saranno liberi dalla minaccia dell'estinzione. Salvano così un verme delle sabbie e della spezia, prima che l'attacco delle Matres Onorate a Rakis porti alla distruzione di tutti i vermi. Grazie al sopravvissuto le Bene Gesserit potranno creare sul pianeta della Casa Capitolare un nuovo Dune.
Le Bene Gesserit continuano ad essere il bersaglio delle Matres Onorate, ormai dominatrici del vecchio Impero. Sheeana, responsabile del progetto di rinascita dei vermi, aspetta la nascita del primo di essi. Dopo grandi scontri le due sorellanze si uniscono sotto la guida unica di Murbella, Matre Onorata divenuta Bene Gesserit e in seguito anche comandante delle Matres Onorate dopo aver sconfitto quella precedente.

## Pianeti
I pianeti principali sui quali si svolgono le vicende sono:
- Arrakis, detto Dune, luogo di estrazione della spezia
- Caladan, patria della Casa Atreides
- Giedi Primo, patria della Casa Harkonnen
- Ginaz, pianeta dei Maestri di Spada
- Lankiveil
- Ix, patria della Casa Vernius
- Junction, pianeta della Gilda Spaziale
- Kaitain, sede del governo Imperiale
- Salusa Secundus, il pianeta prigione e luogo di addestramento dei soldati Sardaukar
- Wallach IX, patria del Bene Gesserit